# Casterman
Casterman ist ein auf Comics und Kinderliteratur spezialisierter Verlag mit Sitz in Tournai, Belgien.

## Beschreibung
Casterman, gegründet 1780, war ursprünglich als Druckerei und Verlagshaus tätig. 1934 übernahm Casterman die Veröffentlichung der Comicreihe Tim und Struppi (Les Aventures de Tintin) von der Zeitschriftenbeilage Le Petit Vingtième ab Die Zigarren des Pharaos, dem vierten Album der Reihe. Ab 1942 veröffentlichte Casterman überarbeitete und kolorierte Versionen der früheren Alben.
Wenig später, durch den Erfolg der Comics von Hergé gestärkt, brachte Casterman neue Serien anderer Autoren wie Jacques Martin, François Craenhals oder Carla und Vilhelm Hansen heraus. Seit 1954 veröffentlichte Casterman auch Kinderbücher, unter anderem die erfolgreichen Martine-Bücher von Marcel Marlier (1930–2011).
Im Bestreben, auch ein reiferes Publikum anzusprechen, beschloss Casterman 1973, die ersten Alben der Reihe Corto Maltese des italienischen Autors Hugo Pratt zu publizieren. Zudem erschien ab 1978 Castermans Monatsmagazin (à suivre), welches den neuen Aufschwung der Comics in den 1990er Jahren beeinflusste. (à suivre) wurde 1997 eingestellt.
Casterman gehört inzwischen zur Verlagsgruppe Flammarion.